# Haixing
Haixing är ett härad som lyder under Cangzhou i Hebei-provinsen i norra Kina.